# 張錚 (香港)
張錚（英語：Chang Tseng，1932年5月18日—2021年1月25日），原名張喬夫，香港男演員、導演，生于北京。

## 生平
張錚于上海高中畢業後，考入上海交通大學機械工程系，讀了兩個月因父親病故，不得不輟學，後考入中央航空公司當技工。1948年張錚前往香港發展。1952年加入長城影業公司，曾主演《鳴鳳》、《雷雨》、《玫瑰岩》、《漁光戀》、《絕代佳人》、《血染少女心》、《英雄兒女》、《屈原》等影片。他是當時國語電影的全能演員，戲路甚廣，能演繹的角色包括小生、帝王、少數民族、英雄豪傑等等。
其後，張錚於1969年開始參與編導等幕后工作，憑《新疆奇趣錄》、《中國民族體育奇趣錄》等幾部“奇趣”紀錄片打響名堂，獲得“奇趣導演”稱號。
1970年代，張錚与平凡、唐若菁等國語片演員加盟麗的電視，繼續自己的演藝生涯，直至1990年代才淡出香港影視圈，期間曾參与《新變色龍》、《怒劍鳴》、《再向虎山行》、《皇家儷人》、《九王奪位》等多部劇集演出。他以拍劇的原因在於過戲癮，執導電影才是其志願。而淡出後，張錚移民加拿大溫哥華，曾任職溫哥華電影電視人協會副會長，亦有參與西片演出，同時參與慈善活動。2021年1月25日，張錚於加拿大列治文列治文醫院逝世，享壽89歲。

## 個人生活
張錚生前已婚，妻子為前電影演員筱華（于小華），婚後育有一名女兒。

## 演出作品
*以下列表只記錄張錚演出過的劇集作品，若有遺漏，請協助補充相關資料。

### 電視劇（麗的電視/亞洲電視）
| 首播   | 名稱                   | 角色     | 備註 |
| 1979年 | 新變色龍               | 脫彪     |      |
| 1979年 | 怒劍鳴                 | 大漠神龍 |      |
| 1981年 | IQ成熟時               | 楊熹父親 |      |
| 1983年 | 唐伯虎三戲秋香         | 祝枝山   |      |
| 1983年 | 再向虎山行             | 姜鐵山   |      |
| 1986年 | 時勢英雄               |          |      |
| 1986年 | 斷腸人在天涯           |          |      |
| 1986年 | 白髮魔女傳             | 鐵飛龍   |      |
| 1987年 | 啼笑因緣               | 關壽峰   |      |
| 1987年 | 成吉思汗               | 王京     |      |
| 1987年 | 滿清十三皇朝之努尔哈赤 | 李成梁   |      |
| 1988年 | 狂俠、天驕、魔女       |          |      |
| 1988年 | 姐妹情                 |          |      |
| 1988年 | 賭徒                   |          |      |
| 1988年 | 滿清十三皇朝之乾隆     | 刘墉     |      |
| 1988年 | 锦衣卫                 | 徐达     |      |
| 1989年 | 夜琉璃                 |          |      |
| 1989年 | 城市劍客               |          |      |
| 1989年 | 皇家檔案之造反有理     | 潘權新   |      |
| 1989年 | 上海風雲之爭雄歲月     | 曹學如   |      |
| 1989年 | 小白龍之勤王記         | 二王爺   |      |
| 1991年 | 中華英雄之中華傲訣     | 劍聖     |      |
| 1991年 | 暴雨燃烧               | 張局長   |      |
| 1991年 | 隔離差館有隻鬼         | 賀百崧   |      |
| 1991年 | 豪門                   | 蔣仁發   |      |
| 1991年 | 勝者為王               | 孫一峰   |      |
| 1992年 | 一千𤫊異夜之厲鬼焚情   | 劉父     |      |
| 1992年 | 滿清十三皇朝之皇城爭霸 | 恭親王   |      |
| 1992年 | 摩登七十二家房客       |          |      |
| 1992年 | 仙鶴神針               |          |      |
| 1992年 | 龍在江湖               | 歐威     |      |
| 1992年 | 今裝戲寶之女殺手       | 林包     |      |
| 1993年 | 賭神秘笈'93            |          |      |
| 1993年 | 天蠶變之再與天比高     | 王守仁   |      |
| 1994年 | 洪熙官                 | 至善禪師 |      |
| 1994年 | 鳳凰傳說               |          |      |
| 1994年 | 郎心如鐵               | 梁立庚   |      |
| 1995年 | 九王奪位               | 佟國維   |      |

### 電影
- 蜜月 (1952)
- 寸草心 (1953)
- 花花世界 (1953)
- 孽海花 (1953)
- 絕代佳人 (1953)
- 都會交響曲 (1954)
- 我是一個女人 (1955)
- 少女的煩惱 (1955)
- 大兒女經 (1955)
- 不要離開我 (1955)
- 視察專員 (1955)
- 鑽花竊賊 (1955)
- 玫瑰岩 (1956)
- 小舞孃 (1956)
- 女子公寓 (1956)
- 鳴鳳 (1957)
- 紅燈籠 (1957)
- 鸞鳳和鳴 (1957)
- 阿Q正傳 (1958)
- 有女懷春 (1958)
- 香香噴小姐 (1958)
- 小咪趣史 (1958)
- 蘭花花 (1958)
- 豪門夜宴 (1959)
- 錦上添花 (1959)
- 血染少女心 (1959)
- 機伶鬼與小懶貓 (1959)
- 迷人的假期 (1959)
- 午夜琴聲 (1959)
- 王老五之戀 (1959)
- 雷雨 (1961)
- 南海潮（上，1962）
- 雪地情仇 (1963)
- 金鷹 (1964)
- 五虎將 (1964)
- 男男女女 (1964)
- 粉紅色的夢 (1965)
- 西施 (1965)
- 艷遇 (1965)
- 英雄兒女 (1965)
- 鴛鴦帕 (1966)
- 春雷 (1967)
- 秀才奇遇記 (1967)
- 雙女情歌 (1968)
- 迎春花 (1968)
- 珍珠風雲 (1968)
- 迷人漩渦 (1969)
- 少男少女 (1969)
- 我的一家 (1969)
- 喜怒哀樂 (1970)
- 彝族之 (1973)
- 紅纓刀 (1975) ... 柳武
- 一磅肉 (1976)
- 屈原 (1977)
- 生死搏鬥 (1977)
- 歡天喜地一家親 (1978) ... 雅父
- 巴士奇遇結良緣 (1978)
- 奇人奇事奇上奇 (1979)
- 新疆奇趣錄 (1981)
- 旺角卡門 (1988)
- 三國志 (1990)
- 外賣情人 (1992)
- 三人做世界 (1992) ... 袁琨鵬
- 奇案實錄白色通道 (1992)
- 一千靈異夜之鬼拳師 (1992) ... 趙汝南
- 與鴨共舞 (1992)
- 蠍子之滅殺行動 (1993)
- 女人四十 (1995)
- 美味秘方 (2013) ... 老郝

## 參與節目
- 1979年 貓頭鷹時間（嘉賓、麗的電視）[7]
- 1983年 下午茶（嘉賓、亞洲電視）[8]
- 1984年至1985年 龍的傳人（主持、亞洲電視）[9]

## 導演作品
- 迷人漩渦 (1969)
- 映山紅 (1970)
- 胎劫 (1977)
- 小花 (1980)
- 新疆奇趣錄 (1981)
- 中國民族體育奇趣錄 (1983)

## 外部連結
- 張錚在互联网电影资料库（IMDb）上的資料（英文）
- 在AllMovie上張錚的頁面（英文）
- 張錚在香港影庫上的簡介
- 張錚在豆瓣上的资料（简体中文）
- 中國熱延燒至影壇，華人演員漸受西方影視圈重視
- 美加華裔移民增多，西方影片漸關注華裔生活題材 （页面存档备份，存于）
- 香港電影導演大全 （页面存档备份，存于）